# 上海宝山大华女子篮球俱乐部
上海宝山大华女子篮球俱乐部是一家总部位于上海市的中国职业女子篮球俱乐部，該俱樂部效力于中国女子篮球联赛（WCBA）。該俱樂部由上海市宝山区人民政府、上海体育学院和大华集团共同持有。該俱樂部成立於1996年。2014年之前，該俱樂部名為上海东方八爪鱼，隶属于上海广播电视台。2007年至2008年间，該俱樂部由西洋集团赞助。 姚明的妻子叶莉曾經是上海东方八爪鱼的隊員。